# Campeonato da Europa de Atletismo de 2010 - Maratona masculina
A prova da maratona masculina do Campeonato da Europa de Atletismo de 2010 foi disputada no dia 1 de agosto de 2010 pelas ruas de  Barcelona, na Espanha. 

## Recordes
Antes desta competição, os recordes mundiais e do campeonato nesta prova eram os seguintes:
|                       | Nome                  | Nacionalidade | Tempo    | Local      | Data                   |
| --------------------- | --------------------- | ------------- | -------- | ---------- | ---------------------- |
| Recorde mundial       | Haile Gebrselassie    | Etiópia       | 2h03m59s | Berlim     | 28 de setembro de 2008 |
| Recorde do campeonato | Martín Fiz            | Espanha       | 2h10m31s | Helsínquia | 14 de agosto de 1994   |
| Recorde europeu       | Benoît Zwierzchiewski | França        | 2h06m36s | Paris      | 6 de abril de 2003     |

## Medalhistas
| Ouro                 | Prata                      | Bronze                 |
| Viktor Röthlin (SUI) | José Manuel Martínez (ESP) | Dmitriy Safronov (RUS) |

## Cronograma
Todos os horários são locais (UTC+2).
| Data        | Hora  | Evento |
| ----------- | ----- | ------ |
| 1 de agosto | 10:05 | Final  |

## Resultados
| Posição           | Atleta                | Nacionalidade | Tempo     | Notas |
| ----------------- | --------------------- | ------------- | --------- | ----- |
| Medalha de ouro   | Viktor Röthlin        | Suíça         | 2h15'31"  |       |
| Medalha de prata  | José Manuel Martínez  | Espanha       | 2h 17'50" |       |
| Medalha de bronze | Dmitriy Safronov      | Rússia        | 2h 18'16" |       |
| 4                 | Ruggero Pertile       | Itália        | 2h 19'33" |       |
| 5                 | Pablo Villalobos      | Espanha       | 2h 19'56" |       |
| 6                 | Rafael Iglesias       | Espanha       | 2h 20'14" |       |
| 7                 | Migidio Bourifa       | Itália        | 2h 20'35" |       |
| 8                 | Lee Merrien           | Reino Unido   | 2h 20'42" |       |
| 9                 | Aleksey Sokolov       | Rússia        | 2h 20'49" |       |
| 10                | Luís Feiteira         | Portugal      | 2h 21'28" |       |
| 11                | Ottaviano Andriani    | Itália        | 2h 21'32" |       |
| 12                | Mariusz Giżyński      | Polónia       | 2h 21'54" |       |
| 13                | Rens Dekkers          | Países Baixos | 2h 22'03" |       |
| 14                | Hugo van den Broek    | Países Baixos | 2h 22'06" |       |
| 15                | Oleg Kulkov           | Rússia        | 2h 22'24" |       |
| 16                | Dave Webb             | Reino Unido   | 2h 23'04" |       |
| 17                | Koen Raymaekers       | Países Baixos | 2h 23'24" |       |
| 18                | Günther Weidlinger    | Áustria       | 2h 23'37" |       |
| 19                | Dan Robinson          | Reino Unido   | 2h 24'06" |       |
| 20                | Alberto Chaíça        | Portugal      | 2h 24'14" |       |
| 21                | Erik Petersson        | Suécia        | 2h 24'29" |       |
| 22                | Wodage Zwadya         | Israel        | 2h 24'39" |       |
| 23                | Ayele Setegne         | Israel        | 2h 26'26" |       |
| 24                | Ben Moreau            | Reino Unido   | 2h 27'08" |       |
| 25                | Oleksiy Rybalchenko   | Ucrânia       | 2h 27'34" |       |
| 26                | Patrick Stitzinger    | Países Baixos | 2h 28'02" |       |
| 27                | Vasyl Matviychuk      | Ucrânia       | 2h 28'26" |       |
| 28                | Martin Williams       | Reino Unido   | 2h 28'30" |       |
| 29                | Jesper Lind Faurschou | Dinamarca     | 2h 28'34" |       |
| 30                | Dastaho Svnech        | Israel        | 2h 28'36" |       |
| 31                | Daniele Caimmi        | Itália        | 2h 29'18" |       |
| 32                | Anton Kosmac          | Eslovênia     | 2h 29'56" |       |
| 33                | Toni Bernadó Planas   | Andorra       | 2h 30'52" |       |
| 34                | Brihun Weve           | Israel        | 2h 31'47" |       |
| 35                | Primoz Kobe           | Eslovênia     | 2h 31'47" |       |
| 36                | Kristoffer Österlund  | Suécia        | 2h 32'16" |       |
| 37                | Ronald Schröer        | Países Baixos | 2h 33'18" |       |
| 38                | Zohar Zemiro          | Israel        | 2h 36'58" |       |
| 39                | Marcel Tschopp        | Liechtenstein | 2h 37'14" |       |
| 40                | Robert Kotnik         | Eslovênia     | 2h 40'57" |       |
| 41                | Javier Díaz           | Espanha       | 2h 42'41" |       |
| 42                | José Moreira          | Portugal      | 2h 43'56" |       |
| 43                | Ivan Ramirez Bator    | Andorra       | 2h 51'42" |       |
| 44                | Christian Pflügl      | Áustria       | 2h 53'15" |       |
| 45                | Alan Manchado Vila    | Andorra       | 3h 12'40" |       |
| -                 | Tobias Sauter         | Alemanha      | -         | DNF   |
| -                 | Adam Draczyński       | Polónia       | -         | DNF   |
| -                 | Denis Curzi           | Itália        | -         | DNF   |
| -                 | Ignacio Cáceres       | Espanha       | -         | DNF   |
| -                 | Fernando Silva        | Portugal      | -         | DNF   |
| -                 | Yuriy Abramov         | Rússia        | -         | DNF   |
| -                 | Oleksandr Sitkobskyy  | Ucrânia       | -         | DNF   |
| -                 | Henryk Szost          | Polónia       | -         | DNF   |
| -                 | Tilahun Aliyev        | Azerbaijão    | -         | DNF   |
| -                 | José Ríos             | Espanha       | -         | DNF   |
| -                 | Adil Bouafif          | Suécia        | -         | DNF   |
| -                 | Martin Beckmann       | Alemanha      | -         | DNF   |
| -                 | Øystein Sylta         | Noruega       | -         | DNF   |
| -                 | Andi Jones            | Reino Unido   | -         | DNF   |
| -                 | Hermano Ferreira      | Portugal      | -         | DNF   |
| -                 | James Theuri          | França        | -         | DNF   |
| -                 | Stefano Baldini       | Itália        | -         | DNF   |
| -                 | Florian Prüller       | Áustria       | -         | DNF   |
| -                 | Jordi Royo Lozano     | Andorra       | -         | DNF   |

Legenda
| Recorde mundial       | Recorde mundial (World record)               |                       | Recorde africano                      | Recorde africano (African) |                                           | Q | Classificado por posição (Qualified) |
| Recorde do campeonato | Recorde do campeonato (Championship record)  | Recorde da América    | Recorde da América (Americas)         | q                          | Classificado por melhor tempo (Qualified) |   |                                      |
| Melhor marca do ano   | Melhor marca do ano (World leading)          | Recorde asiático      | Recorde asiático (Asian)              | DNS                        | Não largou (Did not start)                |   |                                      |
| Recorde nacional      | Recorde nacional (National record)           | Recorde europeu       | Recorde europeu (European)            | DNF                        | Não terminou (Did not finish)             |   |                                      |
| Recorde pessoal       | Recorde pessoal do atleta (Personal best)    | Recorde da Oceania    | Recorde da Oceania (Oceania)          | DSQ / DQ                   | Desclassificado (Disqualified)            |   |                                      |
| Recorde da temporada  | Recorde da temporada do atleta (Season best) | Recorde sul-americano | Recorde sul-americano (South America) | NM                         | Sem marca (No mark)                       |   |                                      |